# Justin Jules
Justin Jules (Sartrouville, 20 settembre 1986) è un ciclista su strada francese, professionista dal 2011 al 2021 e vincitore del Grand Prix d'Ouverture La Marseillaise 2013.

## Carriera
Figlio dell'ex professionista Pascal Jules, vanta una sola vittoria di rilievo tra i dilettanti, ottenuta nel 2010 a Beauvoir-sur-Mer. Passato professionista nel 2011 con la squadra Continental del Vélo Club La Pomme Marseille, nello stesso anno vince la prima frazione del Tour of Hainan. Due anni dopo vince il Grand Prix d'Ouverture La Marseillaise 2013, competizione inaugurale dell'UCI Europe Tour e della Coppa di Francia 2013; terminerà la Coppa di Francia al sesto posto. Nel 2014 fa sua una tappa al Tour d'Azerbaïdjan. Nel 2015 si trasferisce al team Continental belga Veranclassic-Ekoi, aggiudicandosi una frazione del Triptyque Ardennais e piazzandosi secondo alla Nokere Koerse.
Nel 2017 passa alla Professional WB-Veranclassic-Aqua Protect: nel triennio seguente vince cinque gare, tra cui una tappa al Tour La Provence e due al Circuit Cycliste Sarthe, e si piazza secondo in una Volta Limburg Classic. A inizio 2020 si trasferisce alla Nippo Delko Provence, ma non coglie risultati rimanendo inattivo da febbraio 2020 fino al ritiro, ufficializzato a fine 2021.

## Palmarès

### Strada
- 2010 (Vendée U)

7ª tappa Circuit des Plages Vendéennes (Beauvoir-sur-Mer > Beauvoir-sur-Mer)
- 2011 (Vélo Club La Pomme Marseille, una vittoria)

1ª tappa Tour of Hainan (Sanya > Wuzhishan)
- 2013 (La Pomme Marseille, una vittoria)

Grand Prix d'Ouverture La Marseillaise
- 2014 (La Pomme Marseille 13, una vittoria)

5ª tappa Tour d'Azerbaïdjan (Baku > Baku)
- 2015 (Veranclassic-Ekoi, due vittorie)

5ª tappa Tour du Maroc (Guercif > Oujda)
1ª tappa Triptyque Ardennais
- 2016 (Veranclassic-AGO, tre vittorie)

8ª tappa Tour du Maroc (Essaouira > Safi)
2ª tappa Tour de Tunisie (Hammamet > Susa)
Grote Prijs Stad Sint-Niklaas
- 2017 (WB-Veranclassic-Aqua Protect, tre vittorie)

1ª tappa Tour La Provence (Aubagne > Istres)
4ª tappa Tour de Normandie (Le Neubourg > Argentan)
1ª tappa Circuit Cycliste Sarthe (Pouzauges > Pouzauges)
- 2018 (WB-Veranclassic-Aqua Protect, una vittoria)

1ª tappa Circuit Cycliste Sarthe (Abbaye de l'Épau > Baugé-en-Anjou)
- 2019 (Wallonie-Bruxelles, una vittoria)

1ª tappa Vuelta a Aragón (Andorra > Calatayud)

### Altri successi
- 2015 (Veranclassic-Ekoi)

Classifica a punti Tour du Maroc
- 2017 (WB-Veranclassic-Aqua Protect)

Classifica a punti Tour de Normandie
- 2019 (Wallonie-Bruxelles)

Classifica a punti Vuelta Aragón

## Piazzamenti

### Classiche monumento
- Giro delle Fiandre

2018: 102º
- Liegi-Bastogne-Liegi

2018: 130º
2019: 87º